# 텟치에 아그바야니

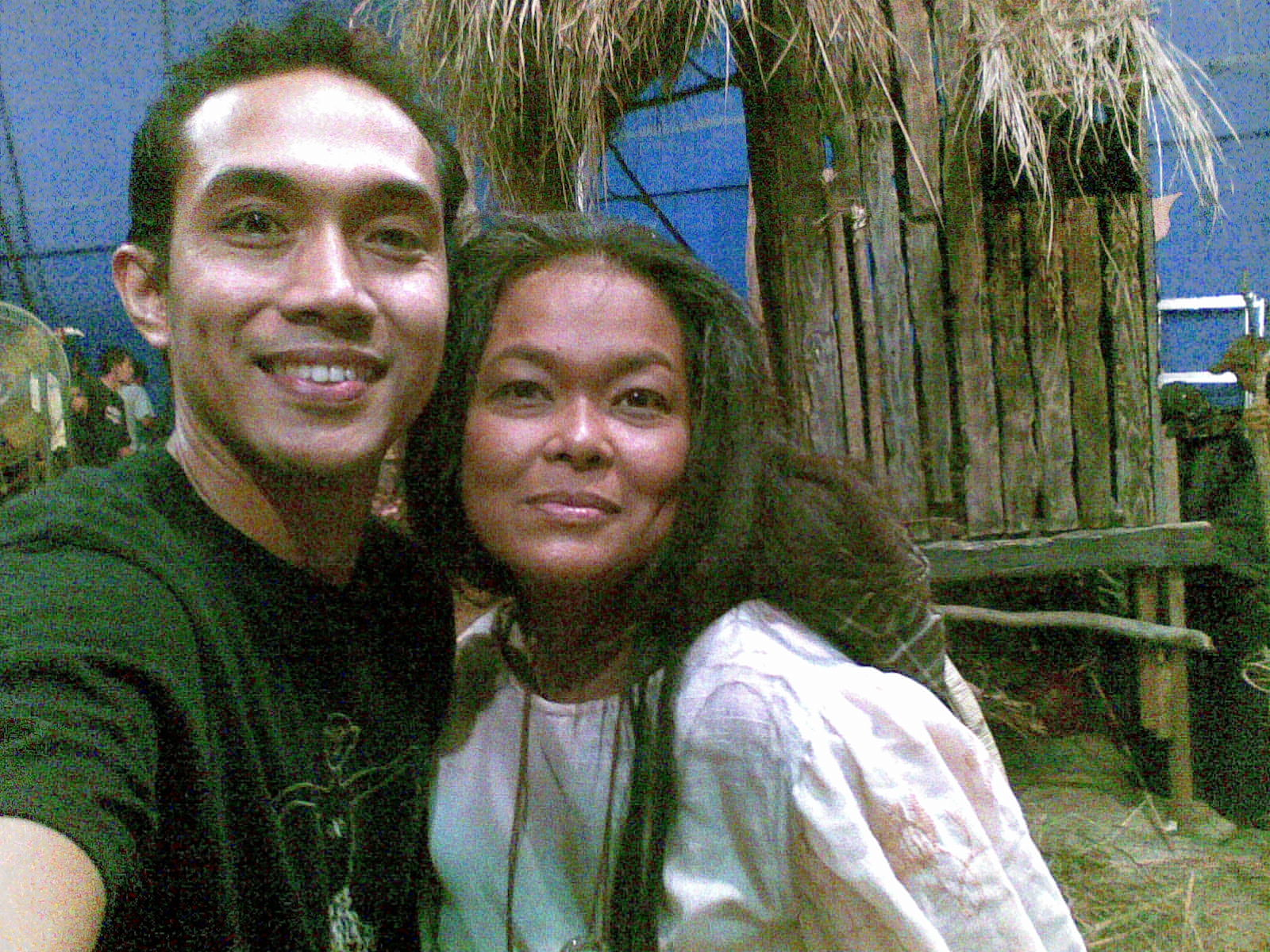

텟치에 아그바야니(Visitacion Parado, 1961년 7월 2일 ~ )는 필리핀의 배우, 심리학자, 모델이다.
필리핀에서 태어났다.

## 영화
- 언오피셜리 유어스 (2012년)
- 림부난 (2010년)
- T2 (2009년)
- 인디펜던시아 (2009년)
- 양가우 (2008년)
- 일루젼 (2005년)
- 레이지 (1994년)
- 사카이 (1993년)
- 인간 병기 인디오 2 (1991년)
- 인간 병기 인디오 (1989년)
- 뚱보 삼총사 (1987년)
- 코만도 인베이전 (1986년)
- 머니 핏 (1986년)
- 짐카타 (1985년)